# Anneke Venema
Johanna Annechien Venema –conocida como Anneke Venema– (Veendam, 19 de enero de 1971) es una deportista neerlandesa que compitió en remo.
Participó en dos Juegos Olímpicos de Verano, obteniendo una medalla de plata en Sídney 2000, en la prueba de ocho con timonel, y el octavo lugar en Atlanta 1996 (dos sin timonel).
Ganó dos medallas de bronce en el Campeonato Mundial de Remo, en los años 1995 y 2001.

## Palmarés internacional
| Juegos Olímpicos   | Juegos Olímpicos    | Juegos Olímpicos  | Juegos Olímpicos   |
| Año                | Lugar               | Medalla           | Prueba             |
| ------------------ | ------------------- | ----------------- | ------------------ |
| 2000               | Sídney (Australia)  | Medalla de plata  | Ocho con timonel   |
| Campeonato Mundial |                     |                   |                    |
| Año                | Lugar               | Medalla           | Prueba             |
| 1995               | Tampere (Finlandia) | Medalla de bronce | Ocho con timonel   |
| 2001               | Lucerna (Suiza)     | Medalla de bronce | Cuatro sin timonel |